# Naniwa Koki Co. PCC No. 5501 (Tokio)

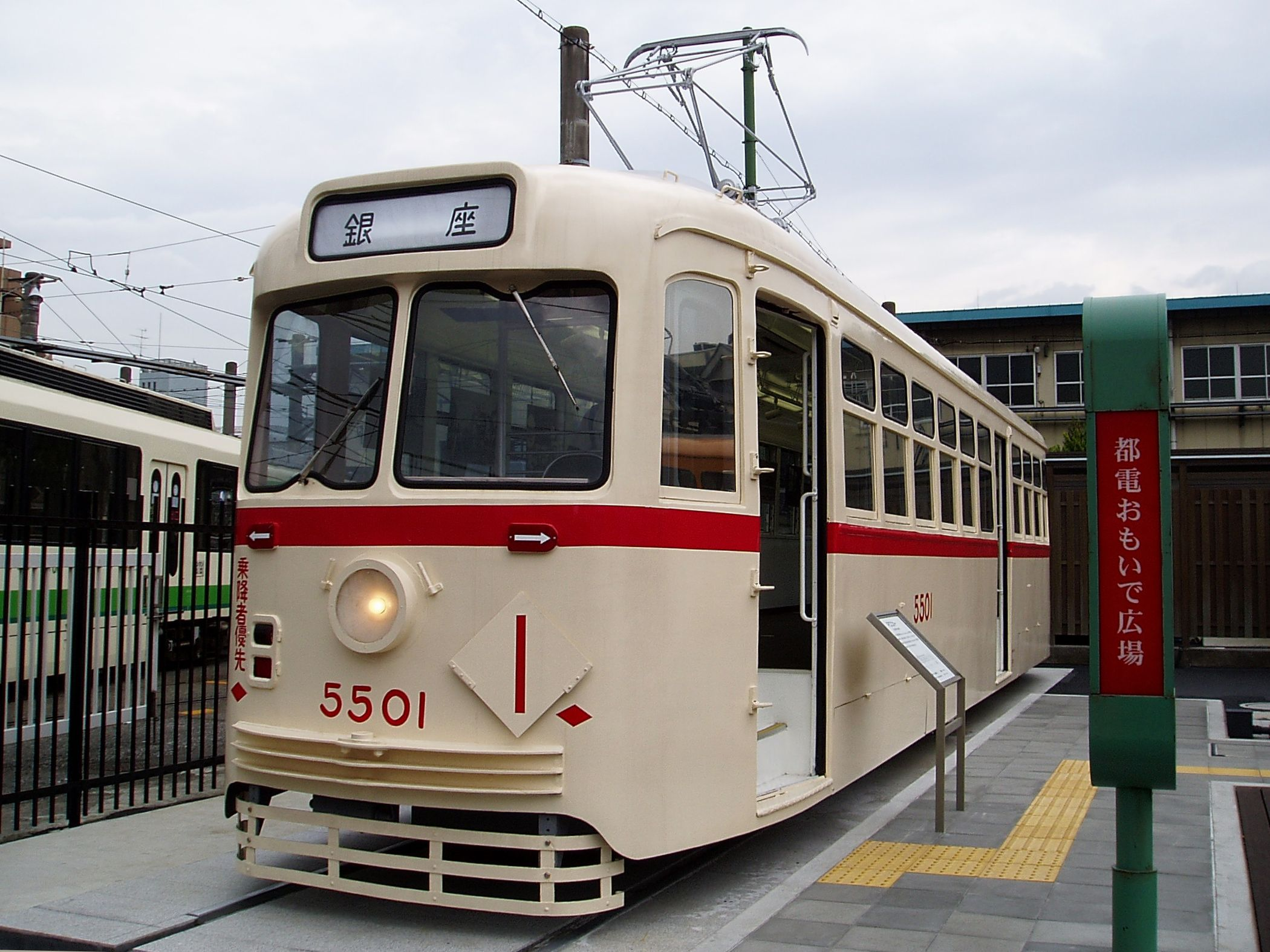
Japanse PCC-car, Tokio nr. 5501.

Het transportbedrijf in de Japanse hoofdstad Tokio wilde haar trammaterieel moderniseren. Het Transportbureau van Tokio bestelde in 1953 bij Naniwa Koki Co. een moderne PCC-car. Het metaalbedrijf Sumitomo was een van de PCC-licentiehouders en mocht dus legaal in Japan een tram bouwen en die PCC noemen.
De draaistellen bestonden uit B-3 trucks, in de Verenigde Staten werd de elektrische installatie voor de tram besteld. De tram was in 1954 gereed en werd in mei van dat jaar met het nummer 5501 in dienst gesteld. De wagen had vier motoren van elk 55 paardenkrachten en een mooi carrosserie-ontwerp.
Een volgende tram, die 5502 genummerd zou worden en ook een PCC zou zijn, werd door de vertragingen bij de bouw van de 5501 eerder afgeleverd. Wegens het oponthoud om aan originele PCC onderdelen te komen maakten de Japanners er een gewone tram van.
De serie 5500 werd later nog uitgebreid met vijf trams (5503-5507) maar dit waren geen echte PCC's. Vergeleken bij het overige trammaterieel in Tokio had de PCC een uitstekende acceleratie en een zeer rustige manier van rijden. Het in dienst hebben van één PCC was voor Tokio een zeer dure gang van zaken - dit zou overigens overal gelden - en meer wagens werden er niet gebouwd.
In 1964 werd de enige PCC van Tokio nog in de nieuwe bedrijfskleuren - geel met rood - gestoken. De trams uit de serie 5500 reden op de prestigieuze lijn 1 (Shinagawa – Ueno). Deze lijn reed onder andere langs het Keizerlijk Paleis en over de Ginza. In 1967 werd deze route opgeheven en de serie 5500 werd gesloopt. PCC 5501 is echter bewaard gebleven, eerst in de open lucht in Ueno park. Tegenwoordig staat deze in de centrale hal van Tokio's Arakawa station.